# حبيل العوجاء (طور الباحة)

تعديل مصدري - تعديل

حبيل العوجاء هي إحدى قرى عزلة طور الباحة بمديرية طور الباحة التابعة لمحافظة لحج، بلغ تعداد سكانها 102 نسمة حسب تعداد اليمن لعام 2004.